# Дилячар, Агоп
Агоп Дилячар (арм. Յակոբ Մարթայեան, Агоп Мартаян, 22 мая 1895 г., Стамбул — 12 сентября 1979 г., Стамбул) — турецкий лингвист армянского происхождения, специалист по тюркским языкам. Владел 12 языками: помимо армянского и турецкого, Дилячар знал английский, греческий, испанский, азербайджанский, латинский, немецкий, русский и болгарский.

## Биография
Армянин по происхождению, с рождения носил имя Акоп Мартаян. Родился в Стамбуле в 1895 году. Его отцом был Ваан Мартаян, а матерью — Евгения Мартаян (урожденная Сарафян). Изучал английский язык в местной американской школе, редактируя школьное издание «School News» (1907). В 1910 году Дилячар учился в Роберт-колледже, где он также изучал немецкий, латынь и классический греческий язык, окончив Роберт-колледж в 1915 году. После завершения учёбы он служил офицером второй дивизии Османской армии в Диярбакыре. Был награждён за храбрость и продолжал служить в резерве Османской армии. Благодаря знанию английского языка он служил переводчиком в турецкой армии для британских военнопленных, удерживаемых после осады Эль-Кута к югу от Багдада. Был арестован и доставлен в Дамаск по обвинению в тайных контактах с британскими военнопленными. В Дамаске его впервые представили Мустафе Кемаль-паше (позже известному как Ататюрк), который был тогда командующим седьмой дивизией Османской армии. Его помиловали, поскольку он не знал военного права.
В 1918 году Дилячар переехал в Ливан, где стал директором армянской национальной школы Бейрута Сурп Ншан. В Ливане он основал армянское периодическое издание «Луйс» (на армянском Լոյս, что означает «Свет»). В 1919 году он вернулся в Стамбул, где работал преподавателем английского языка в Роберт-колледже. В 1922 году женился на Мелине Мартаян, и пара переехала в Болгарию, где он преподавал османский турецкий язык и древние восточные языки в ряде высших учебных заведений, в т. ч. в 1931-1932 гг. в Софийском университете в Софии. Там же он издавал армянский еженедельник «Мшагуйт» (на армянском Մշակոյթ, что означает «Культура») и ежемесячный армянский журнал «Рахвира» (на армянском Ռահվիրայ).
В 1932 году Дилячар опубликовал исследование турецкого языка в стамбульском «Аревелк» (на армянском Արեւելք, «Восток»). Переведенная копия статьи привлекла внимание Мустафы Кемаль-паши, который пригласил его вернуться в Турцию.
22 сентября 1932 года Дилячар был приглашен в качестве лингвиста на Первый Конгресс турецкого языка, который проходил во дворце Долмабахче под руководством Ататюрка, основателя и первого президента Турецкой Республики, вместе с двумя другими лингвистами армянской национальности, Истепаном Гурдикяном и Кеворком Симкешяном. Он продолжил обучение в учреждении в должности главного специалиста по западным языкам. После выпуска «Закона о фамилиях» в 1934 году Мустафа Кемаль-паша предложил ему фамилию Дилячар (что буквально означает «открывающий язык»), которую он с радостью принял. Тем не менее, он продолжал использовать фамилию Мартаян для подписания своих статей на армянском языке.
Дилячар преподавал историю и язык в Университете Анкары с 1936 по 1951 год. Он также был главным советником Türk Ansiklopedisi (Турецкая энциклопедия) с 1942 по 1960 год. Он занимал свою должность и продолжал свои исследования в области лингвистики в Ассоциации турецкого языка до своей смерти 12 сентября 1979 года в Стамбуле.